# Gemeentelijke herindelingsverkiezingen in Nederland 2014
De gemeentelijke herindelingsverkiezingen in Nederland 2014 waren tussentijdse verkiezingen voor een Nederlandse gemeenteraad die gehouden werden op 19 november 2014.
De verkiezingen werden gehouden in zestien gemeenten die betrokken waren bij een herindelingsoperatie die op 1 januari 2015 werd doorgevoerd.
De volgende gemeenten waren bij deze verkiezingen betrokken:
- de gemeenten Alkmaar, Graft-De Rijp en Schermer: samenvoeging tot een nieuwe gemeente Alkmaar[1];
- de gemeenten Groesbeek, Millingen aan de Rijn en Ubbergen: samenvoeging tot een nieuwe gemeente Groesbeek[2];
- de gemeente Maasdonk: opheffing en herindeling in de bestaande gemeenten 's-Hertogenbosch en Oss[3];
- de gemeenten Bergambacht, Nederlek, Ouderkerk, Schoonhoven en Vlist: samenvoeging tot een nieuwe gemeente Krimpenerwaard[4];
- de gemeenten Bernisse en Spijkenisse: samenvoeging tot een nieuwe gemeente Nissewaard[5].

In deze gemeenten zijn de reguliere gemeenteraadsverkiezingen van 19 maart 2014 niet gehouden.
Door deze herindelingen daalde het aantal gemeenten in Nederland van 403 naar 393.